# Coppa araba 1998
La Coppa araba 1998 (كأس العرب 1998) fu la settima edizione della Coppa araba, competizione calcistica per nazionali organizzata dalla UAFA. La competizione si svolse in Qatar dal 22 settembre al 1º ottobre 1998 e vide la partecipazione di 12 squadre: Algeria, Arabia Saudita, Egitto, Emirati Arabi Uniti, Giordania, Kuwait, Libano, Libia, Marocco, Qatar, Siria e Sudan.
La UAFA organizzò questa competizione dal 1963 al 2012 a cadenza variabile. Sebbene la competizione non sia stata ufficialmente cancellata, non ci più eventi dal 2012: si sono avute in totale 9 edizioni più 2 edizioni annullate (l'edizione del l'ultima del 1982 a causa della Guerra del Libano, mentre quella del 2009 per mancanza di sponsor). Durante la lunga interruzione che si è avuta tra il 1966 e il 1985, il torneo fu rimpiazzato (o rinominato) dalla Coppa della Palestina, di cui tre edizioni si giocarono negli anni '70. L'edizione del 1992 è stata parte integrante dei giochi arabi disputati in Siria.

## Formula
- Qualificazioni

Il Qatar (come paese ospitante), l'Egitto (come campione in carica), l'Arabia Saudita e il Marocco (come partecipanti alla fase finale della Coppa del Mondo 1998 in Francia), sono qualificate automaticamente alla fase finale, mentre l'Iraq è squalificato. Rimangono 16 squadre per 8 posti disponibili per la fase finale, divise in quattro gruppi di quattro squadre.
- Fase finale

Fase a gruppi - 12 squadre, divise in quattro gruppi da tre squadre. Giocano partite di sola andata, le prime classificate si qualificano alle semifinali.
Fase a eliminazione diretta - 4 squadre, giocano partite di sola andata. La vincente si laurea campione UAFA.

## Squadre partecipanti
| Pr. | Squadra             | Data di qualificazione certa | Partecipante in quanto                                                                           | Partecipazioni precedenti al torneo    | Ultima presenza     |
| --- | ------------------- | ---------------------------- | ------------------------------------------------------------------------------------------------ | -------------------------------------- | ------------------- |
| 1   | Qatar               | -                            | Rappresentativa della nazione organizzatrice della fase finale                                   | 1 (1985)                               | Arabia Saudita 1985 |
| 2   | Egitto              | -                            | Rappresentativa della nazione detentrice del titolo                                              | 2 (1988, 1992)                         | Siria 1992          |
| 3   | Arabia Saudita      | -                            | Qualificata di diritto come partecipante alla fase finale del Campionato mondiale di calcio 1998 | 3 (1985, 1988, 1992)                   | Siria 1992          |
| 4   | Marocco             | -                            | Qualificata di diritto come partecipante alla fase finale del Campionato mondiale di calcio 1998 | -                                      | Esordiente          |
| 5   | Emirati Arabi Uniti | -                            | 1ª classificata nel Gruppo 1 della fase finale di qualificazione                                 | -                                      | Esordiente          |
| 6   | Kuwait              | -                            | 2ª classificata nel Gruppo 1 della fase finale di qualificazione                                 | 5 (1963, 1964, 1966, 1988, 1992)       | Siria 1992          |
| 7   | Sudan               | -                            | 1ª classificata nel Gruppo 2 della fase finale di qualificazione                                 | -                                      | Esordiente          |
| 8   | Algeria             | -                            | 1ª classificata nel Gruppo 3 della fase finale di qualificazione                                 | 1 (1988)                               | Giordania 1988      |
| 9   | Libia               | -                            | 2ª classificata nel Gruppo 3 della fase finale di qualificazione                                 | 2 (1964, 1966)                         | Iraq 1966           |
| 10  | Siria               | 26 luglio 1998               | 1ª classificata nel Gruppo 4 della fase finale di qualificazione                                 | 4 (1963, 1966, 1988, 1992)             | Siria 1992          |
| 11  | Giordania           | 26 luglio 1998               | 2ª classificata nel Gruppo 4 della fase finale di qualificazione                                 | 6 (1963, 1964, 1966, 1985, 1988, 1992) | Siria 1992          |
| 12  | Libano              | 26 luglio 1998               | 3ª classificata nel Gruppo 4 della fase finale di qualificazione                                 | 4 (1963, 1964, 1966, 1988)             | Giordania 1988      |

Nella sezione "partecipazioni precedenti al torneo", le date in grassetto indicano che la nazione ha vinto quella edizione del torneo, mentre le date in corsivo indicano la nazione ospitante.

## Fase finale

### Fase a gruppi

#### Gruppo A
| Doha 22 settembre 1998 | Qatar | 2 – 1 | Libia | Stadio Jassim bin Hamad |

| Doha 24 settembre 1998 | Libia | 1 – 2 | Giordania | Stadio Jassim bin Hamad |

| Doha 26 settembre 1998 | Qatar | 2 – 0 | Giordania | Stadio Jassim bin Hamad |

| Pos | Squadra   | P.ti | G | V | N | P | GF | GS | DR |
| --- | --------- | ---- | - | - | - | - | -- | -- | -- |
| 1   | Qatar     | 6    | 2 | 2 | 0 | 0 | 4  | 1  | +3 |
| 2   | Giordania | 3    | 2 | 1 | 0 | 1 | 2  | 3  | -1 |
| 3   | Libia     | 0    | 2 | 0 | 0 | 2 | 2  | 4  | -2 |

Qatar qualificato alle semifinali.

#### Gruppo B
| Doha 22 settembre 1998 | Egitto | 2 – 1 | Siria | Stadio Jassim bin Hamad |

| Doha 24 settembre 1998 | Egitto | 1 – 4 | Kuwait | Stadio Jassim bin Hamad |

| Doha 26 settembre 1998 | Kuwait | 4 – 0 | Siria | Stadio Jassim bin Hamad |

| Pos | Squadra | P.ti | G | V | N | P | GF | GS | DR |
| --- | ------- | ---- | - | - | - | - | -- | -- | -- |
| 1   | Kuwait  | 6    | 2 | 2 | 0 | 0 | 8  | 1  | +7 |
| 2   | Egitto  | 3    | 2 | 1 | 0 | 1 | 3  | 5  | -2 |
| 3   | Siria   | 0    | 2 | 0 | 0 | 2 | 1  | 6  | -5 |

Kuwait qualificato alle semifinali.

#### Gruppo C
| Doha 23 settembre 1998 | Marocco | 1 – 0 | Emirati Arabi Uniti | Stadio Jassim bin Hamad |

| Doha 25 settembre 1998 | Marocco | 1 – 2 | Sudan | Stadio Jassim bin Hamad |

| Doha 27 settembre 1998 | Emirati Arabi Uniti | 4 – 1 | Sudan | Stadio Jassim bin Hamad |

| Pos | Squadra             | P.ti | G | V | N | P | GF | GS | DR |
| --- | ------------------- | ---- | - | - | - | - | -- | -- | -- |
| 1   | Emirati Arabi Uniti | 3    | 2 | 1 | 0 | 1 | 4  | 2  | +2 |
| 2   | Marocco             | 3    | 2 | 1 | 0 | 1 | 2  | 2  | 0  |
| 3   | Sudan               | 3    | 2 | 1 | 0 | 1 | 3  | 5  | -2 |

Emirati Arabi Uniti qualificato alle semifinali.

#### Gruppo D
| Doha 23 settembre 1998 | Algeria | 0 – 0 | Libano | Stadio Jassim bin Hamad |

| Doha 25 settembre 1998 | Arabia Saudita | 3 – 0 | Algeria | Stadio Jassim bin Hamad |

| Doha 27 settembre 1998 | Arabia Saudita | 4 – 1 | Libano | Stadio Jassim bin Hamad |

| Pos | Squadra        | P.ti | G | V | N | P | GF | GS | DR |
| --- | -------------- | ---- | - | - | - | - | -- | -- | -- |
| 1   | Arabia Saudita | 6    | 2 | 2 | 0 | 0 | 7  | 1  | +6 |
| 2   | Libano         | 1    | 2 | 0 | 1 | 1 | 1  | 4  | -3 |
| 3   | Algeria        | 1    | 2 | 0 | 1 | 1 | 0  | 3  | -3 |

Arabia Saudita qualificato alle semifinali.

### Fase a eliminazione diretta

#### Tabellone
|  | Semifinali          | Semifinali          | Semifinali |       |                | Finale              | Finale              | Finale          |  |
|  |                     |                     |            |       |                |                     |                     |                 |  |
|  | Arabia Saudita      | Arabia Saudita      | 2          |       |                |                     |                     |                 |  |
|  | Arabia Saudita      | Arabia Saudita      | 2          |       |                |                     |                     |                 |  |
|  | Kuwait              | Kuwait              | 1          |       |                |                     |                     |                 |  |
|  | Kuwait              | Kuwait              | 1          |       | Arabia Saudita | Arabia Saudita      | 3                   |                 |  |
|  |                     |                     |            |       | Arabia Saudita | Arabia Saudita      | 3                   |                 |  |
|  |                     |                     | Qatar      | Qatar | 1              |                     |                     |                 |  |
|  | Qatar               | Qatar               | Qatar      | Qatar | 1              | 2                   |                     |                 |  |
|  | Qatar               | Qatar               |            |       |                | 2                   |                     |                 |  |
|  | Emirati Arabi Uniti | Emirati Arabi Uniti | 1          |       |                | Finale 3º posto     | Finale 3º posto     | Finale 3º posto |  |
|  | Emirati Arabi Uniti | Emirati Arabi Uniti | 1          |       |                |                     |                     |                 |  |
|  |                     |                     |            |       |                |                     |                     |                 |  |
|  |                     |                     |            |       |                | Kuwait              | Kuwait              | 4               |  |
|  |                     |                     |            |       |                | Kuwait              | Kuwait              | 4               |  |
|  |                     |                     |            |       |                | Emirati Arabi Uniti | Emirati Arabi Uniti | 1               |  |

#### Semifinali
| Doha 29 settembre 1998 | Arabia Saudita | 2 – 1 | Kuwait | Stadio Jassim bin Hamad |

| Doha 29 settembre 1998 | Qatar | 2 – 1 | Emirati Arabi Uniti | Stadio Jassim bin Hamad |

#### Finale 3º posto
| Doha 1º ottobre 1998 | Kuwait | 4 – 1 | Emirati Arabi Uniti | Stadio Jassim bin Hamad |

#### Finale
| Doha 1º ottobre 1998 | Arabia Saudita | 3 – 1 | Qatar | Stadio Jassim bin Hamad |